# ストレーニャ
ストレーニャ（伊: Stregna）は、イタリア共和国フリウリ＝ヴェネツィア・ジュリア州ウーディネ県にある、人口約300人の基礎自治体（コムーネ）。

## 名称
標準イタリア語以外では以下の名称を持つ。
- フリウリ語: Stregne
- スロベニア語: Srednje

## 地理

### 位置・広がり

#### 隣接コムーネ
隣接するコムーネは以下の通り。括弧内のSLOはスロベニア領を示す。
- カナル[4] (SLO)
- グリマッコ
- プレポット
- サン・レオナルド

### 気候分類・地震分類
ストレーニャにおけるイタリアの気候分類 (it) および度日は、zona F, 3244 GGである。
また、イタリアの地震リスク階級 (it) では、zona 2 (sismicità media) に分類される。

## 行政

### 分離集落
ストレーニャには、以下の分離集落（フラツィオーネ）がある。
- Cernetig (Černeče), Clinaz (Klinac), Dughe (Duge), Gnidovizza (Gnjiduca), Oblizza (Oblica), Podgora (Podgora), Polizza (Polica), Postregna (Podsriednje), Presserie (Preserje), Raune (Raune), Saligoi (Šalguje), Tribil Inferiore (Dolenji Tarbij), Tribil Superiore (Gorenji Tarbij), Varch (Varh) e Zamir (Zamir).